# چسترویل (مین)
چسترویل، مین (به انگلیسی: Chesterville) یک منطقهٔ مسکونی در ایالات متحده آمریکا است که در شهرستان فرانکلین، مین واقع شده‌است.

## خصوصیات
چسترویل ۹۷٫۲۵ کیلومترمربع مساحت و ۱٬۳۵۲ نفر جمعیت دارد و ۱۱۵ متر بالاتر از سطح دریا واقع شده‌است.